# Mount Ballou
Mount Ballou är ett berg i Antarktis. Det ligger i Östantarktis. Nya Zeeland gör anspråk på området. Toppen på Mount Ballou är 2 900 meter över havet, eller 703 meter över den omgivande terrängen. Bredden vid basen är 3,7 km.
Terrängen runt Mount Ballou är varierad. Trakten är obefolkad. Det finns inga samhällen i närheten.